# Ausangate
Ausangate ou Auzangate é um pico da cordilheira Vilcanota, subcordilheira dos Andes, localizado na região de Cusco, no Peru. Atinge 6384 m de altitude.